# Geiteryggtunnel
Der Geiteryggtunnel ist ein einröhriger Straßentunnel zwischen Vestredalsvatnet und Vierbotn in der Kommune Hol der norwegischen Provinz Buskerud.
Der Tunnel im Verlauf des Fylkesvei 50 ist 3281 m lang. Er ist mit Kältesperren an beiden Enden ausgerüstet.